# عقرب البحر الخنزيري
عقرب البحر الخنزيري أو جِلَّاخ رَثّي أو أُشْتُرُبّ أحمر أو رَسْكَاس أحمر (الاسم العلمي: Scorpaena scrofa) هي نوع من الأسماك يتبع جنس عقرب البحر من الفصيلة عقارب البحر. تعتبر من أسماك المجادح. تعيش عند قواعد التفاف بين المشريات وفي الأسمال. قوتها القشريات والرخويات. جسمها إهليلجي يطول من 25 إلى 40 سم. ثوبها إلى الحمرة المغراء يعولها توشيح أسمر وأصفر يعبق في الجانبين وفي الظهر. زعانفها إلى الزرقة يعلوها تمشيح حنطي. رأسها غليظ الجرم، مستهجن الشكل، متراكب النطوف العظيمة والمزق الجلدية والثعول. خطمها مقطوم الطرف. فكها الأسفل يتقدم الأعلى. أسنانها متراصة حادة وصغيرة. شدقها معتدل الانفراج. عيناها كبيرتان ماسحتان رفيعتا الارتكاز. زعانفها متباينة الأشكال، الظهرية واحدة مستطيلة، الذيلية محدودبة الطرف. لحمها كاعن الصنف، قلَّ من يرغبه.